# Yiya Murano, envenenadora
Yiya Murano, envenenadora es el primer capítulo de la segunda temporada de la serie de televisión argentina Mujeres asesinas. Este episodio se estrenó el día 11 de abril de 2006. En el libro de Mujeres asesinas este capítulo recibe el nombre de "Yiya Murano, Amiga".
Este episodio fue protagonizado por la primera actriz Nacha Guevara en el papel de asesina. Coprotagonizado por Raúl Rizzo, Mónica Scapparone, Lucrecia Capello y Marta Betoldi. También, contó con las actuaciones especiales de Jorge D'Elía y la primera actriz Adriana Aizemberg. Y la participación de Gabo Correa.

## Desarrollo

### Trama
Yiya Murano (Nacha Guevara) decide invertir en el negocio de la bicicleta financiera. Así, convence a tres viejas amigas de que le entreguen todos sus ahorros para duplicar y hasta triplicarlos sin esfuerzo alguno. Pasado el tiempo, y al no ver señales del dinero ni intenciones de Yiya de devolverlo, las tres mujeres comienzan a preocuparse. De inmediato acuden a la inversionista a pedirle una explicación y Yiya, al no saber cómo afrontar la situación, las asesina una a una con masitas envenenadas a la hora del té. Al morir la tercera y última amiga, se le practica una autopsia y se descubre el envenenamiento con cianuro. Atando cabos, no se explicaba como las tres mujeres murieron repentinamente y presentando los mismos síntomas. La principal sospechosa fue Yiya y tras un largo interrogatorio se comprobó que ella fue la culpable.

### Condena
Condenada por tres homicidios, Yiya Murano estuvo presa durante 16 años. Su caso policial es uno de los más famosos en la historia argentina.

## Relato de la verdadera Yiya Murano al final del episodio
"Generalmente confundimos ley con justicia, sin tener en cuenta la enorme diferencia que existe entre ambos conceptos. No hace mucho, una mujer infiel era condenada a morir apedreada. Hasta 1950 la mujer argentina no tenía derecho a votar.
De la Ley del Talión a nuestros días, la ley adaptada a las costumbres de diferentes países, permanentemente sufrió modificaciones, tratando cada vez más de aproximarse a la justicia, pero la ley es humana, mientras que la justicia es divina. La ley cambia, la justicia es permanente. Debemos aceptar entonces que la ley como creación humana puede también equivocarse, puedo asegurarles que en mi caso se equivocó y mucho. A lo mejor los medios de difusión me posibiliten explicar mi historia con toda la verdad, apoyada en pruebas científicas irrefutables. Será una historia muy particular, pero real, se los aseguró.
En una extrema subtipificación y refiriéndome exclusivamente a la causa penal, les diré que fui condenada por tres asesinatos por envenenamientos; en dos de ellos los análisis forenses demostraron que no existían pruebas de envenenamiento. Los contenidos de cianuro encuandraban dentro de las extraídas en doce cuerpos normales que fueron analizados.
¿Recuerdan que para ley, todo ciudadano es inocente hasta que se demuestre lo contrario? Bueno, en mi caso dijeron: "todo ciudadano es culpable hasta que pueda demostrar fehacientemente su inocencia".
El tercer caso es diferente, en el cual por mi pobre clima si encontraron veneno, una cantidad realmente increíble. Cuando llegué al departamento, el portero me avisa que mi prima había caído por las escaleras y un médico del edificio estaba atendiéndola. Le practicó durante bastante tiempo respiración boca a boca. ¿Qué me dicen? "Boca a boca"...
En el juicio se omitió esto; ignorando que quien atiende a un paciente que tomó cianuro, corre el riesgo de morir, o al menos de sufrir graves ulceraciones. Quedan completamente "yagados".
Imagínense que una pastilla de cianuro del tamaño de una aspirina, a un hombre fuerte lo mata en segundos. En mi prima hallaron una cantidad equivalente a unas veinte pastillas que fueron ingeridas por ella sin dejar rastro alguno de lesión en todo el cuerpo. ¿Por dónde pasaron esas pastillas?
Fue atendida por varios médicos en la guardia y falleció aproximadamente a las dos horas de su caída. Qué curioso, ¿no?
En mi vida cometí muchos errores, pero puedo jurar por lo más sagrado que jamás hice daño físico a nadie..."

## Elenco
- Nacha Guevara
- Raúl Rizzo
- Mónica Scapparone
- Lucrecia Capello
- Adriana Aizemberg
- Marta Betoldi
- Jorge D'Elía
- Gabo Correa
- María de las Mercedes Bernardina Bolla Aponte de Murano

## Adaptaciones
- Mujeres asesinas (Colombia): Mariela, la envenenadora - Lorena Meritano
- Mujeres asesinas (México): Tita Garza, estafadora - Patricia Reyes Spíndola